# Liga dos Campeões da EHF de 2013–14
A Liga dos Campeões da EHF de 2013–14 foi a 54º edição do principal torneio de clubes de handebol europeu, e o 21º edição do formato Liga dos Campeões da Europa de Handebol Masculino. Os alemães do SG Flensburg-Handewitt conquistaram o torneio.